# Dax XIII
Le Dax XIII est un club français de rugby à XIII représentant la ville de Dax, créé en février 1935 et disparu en novembre 1938.

## Histoire

### Prélude
En 1930, l'US Dax, club de rugby à XV emblématique de la ville, quitte l'organisation de la Fédération française de rugby pour rejoindre pendant deux ans l'Union française de rugby amateur, regroupement de clubs dissidents,,. De retour dans le championnat de France à l'issue des incidents de l'UFRA, les « rouge et blanc » disputent un match de poule à Hendaye contre l'Aviron bayonnais pendant la saison 1932-1933 qui se révèle être tout sauf anecdotique. À l'issue d'un match rugueux, l'ensemble des avants dacquois ainsi que leur capitaine Castex sont suspendus à vie par la fédération. Cette décision fédérale est assimilée comme une sanction sévère de la part des instances en réponse à la dissidence récente envers elles,,.

### Quatre saisons d'existence

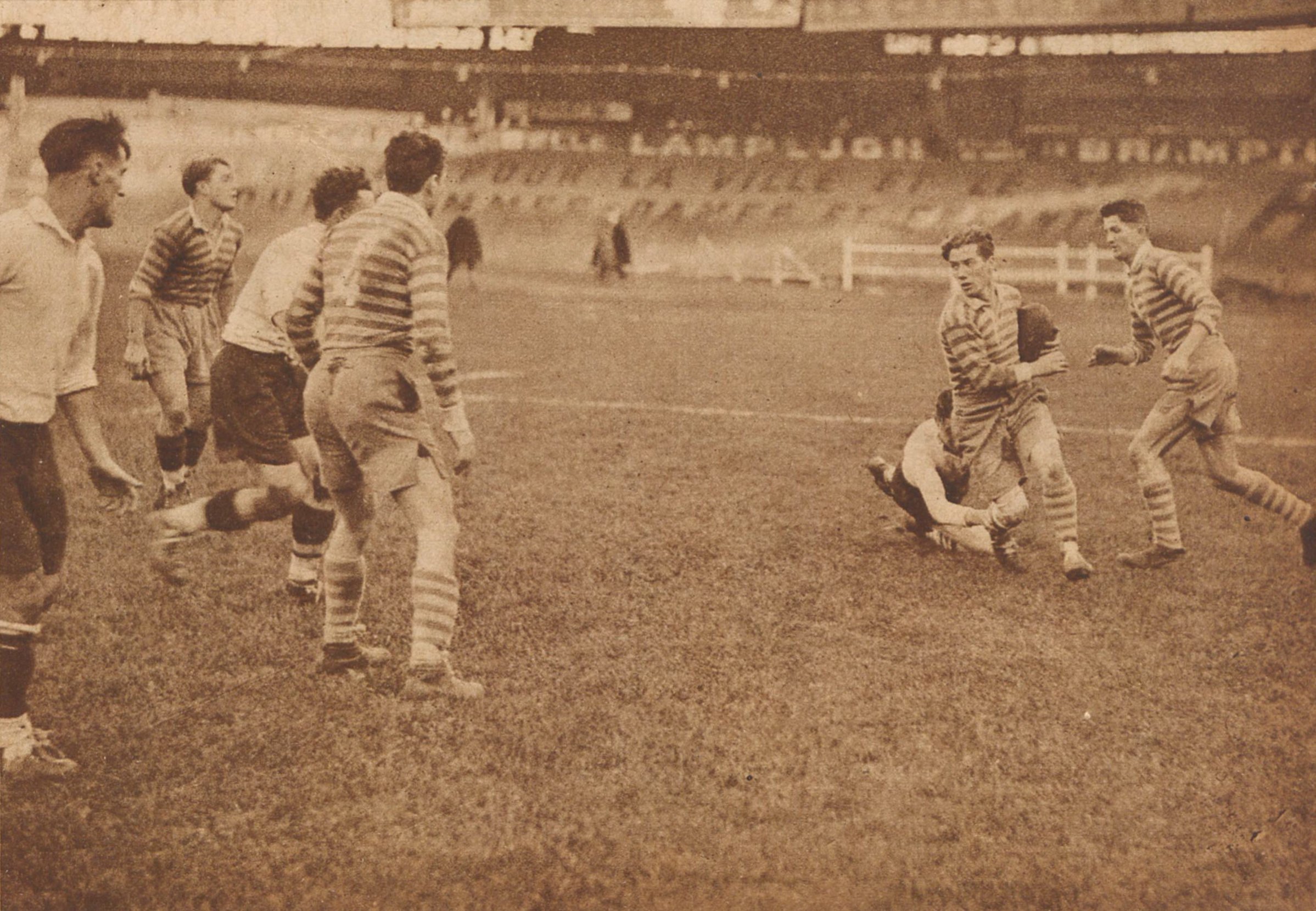
Rencontre de championnat entre le Paris XIII (en maillot rayé) et le Dax XIII, en 11 1936.

En 1935, les joueurs dacquois bannis deux ans plus tôt, qui ont entre-temps continué la pratique du rugby par des moyens détournés, se réunissent à nouveau dans leur ville d'origine pour créer un club de rugby à XIII,, ; le Dax XIII est créé au mois de février. Plusieurs membres de l'US Dax abandonnent ainsi la pratique du rugby à XV pour rejoindre leurs homologues treizistes,,.
Les matchs se déroulent dans le quartier du Sablar après le pont du chemin de fer, le stade du colonel Poymiro ayant été aménagé en octobre 1935,.
Le club treiziste participe au championnat de France en 1935-1936, soit la deuxième édition de cette compétition. Il prend alors la place de Béziers XIII, qui n'a pu disputer que la saison inaugurale. Dax figure toujours parmi les équipes participantes en 1936-1937 et 1937-1938.
Alors que la saison 1938-1939 s'ouvre, la majorité des joueurs dacquois d'origine ne fait plus partie de l'effectif, et le public assistant aux rencontres à XIII se réduit alors que les performances de l'équipe à XV s'améliorent. En raison de ses mauvaises performances, le Dax XIII déclare forfait pendant la saison après avoir disputé neuf rencontres et est dissoute à la fin du mois de novembre 1938. Les tribunes du stade du colonel Poymiro sont alors désinstallées et vendues au club de rugby à XV de Saint-Paul-lès-Dax,.

### Tentative de renaissance
Un projet de création d'un nouveau club treiziste à Dax voit le jour après la dissolution de Dax XIII, avec l'appui de la Ligue française de rugby à XIII, et dans l'optique de disputer à terme le championnat de France en 1939-1940 : le Dax olympique XIII. L'intention ne verra néanmoins pas le jour. L'arrivée de la Seconde Guerre mondiale ne permettra pas aux ambitions treizistes dacquoises de se concrétiser.

## Personnalités et joueurs emblématiques
Le club comptait dans ses rangs des joueurs tels que Thomas Mantérola (dit « Diochet ») et son frère Dominique.
Parmi les joueurs locaux, on peut également noter la présence de Castex, Vielle, des frères Dupérier, Bats, Lantrade, Lamaignère, Lavielle, Raap, Desclaux et Espil.

## Bilan par saison
| Année                                              | Année                                              | Saison régulière                                   | Saison régulière                                   | Saison régulière                                   | Saison régulière                                   | Saison régulière                                   | Saison régulière                                   | Saison régulière                                   | Saison régulière                                   | Phase finale                                       | Phase finale                                       | Phase finale                                       | Phase finale                                       | Phase finale                                       | Phase finale                                       | Phase finale                                       | Coupe              |
| Année                                              | Année                                              | Class.                                             | Points                                             | J                                                  | V                                                  | N                                                  | D                                                  | Pp                                                 | Pc                                                 | Perf.                                              | J                                                  | V                                                  | N                                                  | D                                                  | Pp                                                 | Pc                                                 | Performance        |
| Championnat de France de première division Poule A | Championnat de France de première division Poule A | Championnat de France de première division Poule A | Championnat de France de première division Poule A | Championnat de France de première division Poule A | Championnat de France de première division Poule A | Championnat de France de première division Poule A | Championnat de France de première division Poule A | Championnat de France de première division Poule A | Championnat de France de première division Poule A | Championnat de France de première division Poule A | Championnat de France de première division Poule A | Championnat de France de première division Poule A | Championnat de France de première division Poule A | Championnat de France de première division Poule A | Championnat de France de première division Poule A | Championnat de France de première division Poule A | Coupe de France    |
| 1936                                               | 1936                                               | 6e                                                 | 7                                                  | 7                                                  | 0                                                  | 0                                                  | 7                                                  | ?                                                  | ?                                                  | Non qualifié                                       | -                                                  | -                                                  | -                                                  | -                                                  | -                                                  | -                                                  | 2e tour            |
| Championnat de France de première division         | Championnat de France de première division         | Championnat de France de première division         | Championnat de France de première division         | Championnat de France de première division         | Championnat de France de première division         | Championnat de France de première division         | Championnat de France de première division         | Championnat de France de première division         | Championnat de France de première division         | Championnat de France de première division         | Championnat de France de première division         | Championnat de France de première division         | Championnat de France de première division         | Championnat de France de première division         | Championnat de France de première division         | Championnat de France de première division         | Coupe de France    |
| 1937                                               | 1937                                               | 8e                                                 | 30                                                 | 17                                                 | ?                                                  | ?                                                  | ?                                                  | ?                                                  | ?                                                  | Non qualifié                                       | -                                                  | -                                                  | -                                                  | -                                                  | -                                                  | -                                                  | Quart de finale    |
| 1938                                               | 1938                                               | 10e                                                | 21                                                 | 18                                                 | 2                                                  | 0                                                  | 16                                                 | 120                                                | 356                                                | Non qualifié                                       | -                                                  | -                                                  | -                                                  | -                                                  | -                                                  | -                                                  | Huitième de finale |
| 1939                                               | 1939                                               | Forfait général                                    | Forfait général                                    | Forfait général                                    | Forfait général                                    | Forfait général                                    | Forfait général                                    | Forfait général                                    | Forfait général                                    | Forfait général                                    | Forfait général                                    | Forfait général                                    | Forfait général                                    | Forfait général                                    | Forfait général                                    | Forfait général                                    | Forfait général    |